# ترخس آسيوي
ترخس آسيوي (الاسم العلمي:Trechus asiaticus) هو نوع من الحشرات يتبع جنس الترخس من فصيلة الخنافس الأرضية.